# Gira Un Alumno Más
Gira Un alumno más fue una gira de conciertos del cantante español Melendi, enmarcado dentro de la promoción su disco Un Alumno Más, el séptimo en la carrera del asturiano.
En el mes de diciembre de 2014, el cantante confirmó las primeras fechas del tour, que comenzaría en febrero en Latinoamérica y llegaría a España a principios de mayo.

## Fechas
| Fecha                    | Ciudad               | País        | Recinto                                |
| ------------------------ | -------------------- | ----------- | -------------------------------------- |
| 12 de febrero de 2015    | Quito                | Ecuador     | Coliseo General Rumiñahui              |
| 8 de abril de 2015       | Madrid               | España      | Círculo de Bellas Artes                |
| 17 de abril de 2015      | Santiago             | Chile       | Teatro Caupolicán                      |
| 18 de abril de 2015      | Buenos Aires         | Argentina   | Teatro Ópera Allianz                   |
| 1 de mayo de 2015        | Valladolid           | España      | Feria de Muestras de Valladolid        |
| 2 de mayo de 2015        | Elche                | España      | Espacio Parking Candalix               |
| 8 de mayo de 2015        | Madrid               | España      | Barclaycard Center                     |
| 9 de mayo de 2015        | Logroño              | España      | Palacio de Deportes de La Rioja        |
| 15 de mayo de 2015       | Bilbao               | España      | Bilbao Arena Miribilla                 |
| 16 de mayo de 2015       | Barcelona            | España      | Palau Sant Jordi                       |
| 22 de mayo de 2015       | Santander            | España      | Palacio de los Deportes de Santander   |
| 23 de mayo de 2015       | Palencia             | España      | Plaza de Toros de Palencia             |
| 29 de mayo de 2015       | Toledo               | España      | Plaza de Toros de Toledo               |
| 5 de junio de 2015       | San Sebastián        | España      | Donostia Arena 2016                    |
| 20 de junio de 2015      | La Coruña            | España      | Coliseum da Coruña                     |
| 27 de junio de 2015      | Ciudad Real          | España      | Plaza de Toros de Ciudad Real          |
| 11 de julio de 2015      | Valencia             | España      | Jardines de Viveros de Valencia        |
| 17 de julio de 2015      | Ávila                | España      | Plaza de Toros de Ávila                |
| 25 de julio de 2015      | Cabanillas del Campo | España      | Campo de fútbol M. de Cabanillas       |
| 31 de julio de 2015      | Benidorm             | España      | Plaza de Toros de Benidorm             |
| 1 de agosto de 2015      | Vall de Uxó          | España      | Camp de Futbol José Mangriñan          |
| 3 de agosto de 2015      | Marbella             | España      | Auditorio del Festival Starlite        |
| 8 de agosto de 2015      | Motril               | España      | Plaza de Toros de Motril               |
| 12 de agosto de 2015     | Villena              | España      | Polideportivo municipal de Villena     |
| 29 de agosto de 2015     | Almería              | España      | Estadio M. de los Juegos Mediterráneos |
| 5 de septiembre de 2015  | Úbeda                | España      | Auditorio del recinto ferial           |
| 11 de septiembre de 2015 | Murcia               | España      | Cuartel de Artillería                  |
| 12 de septiembre de 2015 | Albacete             | España      | Carpa Viva la Feria                    |
| 19 de septiembre de 2015 | Madrid               | España      | Plaza de Toros Las Ventas              |
| 20 de septiembre de 2015 | Oviedo               | España      | Recinto Festivo de La Eria             |
| 26 de septiembre de 2015 | Vitoria              | España      | Fernando Buesa Arena                   |
| 3 de octubre de 2015     | Sevilla              | España      | Auditorio municipal Rocío Jurado       |
| 9 de octubre de 2015     | Burgos               | España      | Coliseum Burgos                        |
| 10 de octubre de 2015    | Zaragoza             | España      | Aparcamiento Norte Expo                |
| 11 de octubre de 2015    | Salamanca            | España      | Multiusos Sánchez Paraíso              |
| 16 de octubre de 2015    | Londres              | Reino Unido | The Coronet Theatre London             |

## Conciertos no celebrados
| Fecha                   | Ciudad  | País      | Recinto                        | Motivo                           | Estado                          |
| ----------------------- | ------- | --------- | ------------------------------ | -------------------------------- | ------------------------------- |
| 23 de abril de 2015     | Córdoba | Argentina | Quality Espacio                | Incompatibilidad de agenda       | Cancelado                       |
| 6 de junio de 2015      | Vitoria | España    | Fernando Buesa Arena           | Obras en el recinto              | Reprogramado (26 de septiembre) |
| 13 de junio de 2015     | Orense  | España    | Pazo dos Deportes Paco Paz     | Incumplimiento de contrato       | Cancelado                       |
| 27 de agosto de 2015    | Vigo    | España    | Aparcamiento de la Playa Samil | Previsión de riesgos tormentosos | Cancelado                       |
| 4 de septiembre de 2015 | Badajoz | España    | Auditorio del recinto ferial   | Incumplimiento de contrato       | Cancelado                       |